# Ибрахим ибн-Якуб
Ибрахим ибн-Якуб e арабски хронист, пътешественик и дипломат от 10 век.

## Биография
Роден е в Тортоса, Испания, евреин по произход. През 965 – 966 г. пътува до Западна и Централна Европа и Италия. Стига и до Рим, където получава аудиенция от императора на Свещената Римска империя Отон I. Описва немските и славянските земи.
Не са запазени неговите записки, но откъси от тях са включени в съчинението на испано-арабския географ Абу Обайда ал-Бакри. Много са ценни за българската история сведенията, които той дава за славянските племена от втората половина на 10 век. Негово е и първото описание на Прага.
Умира през 966 година.